# Богушевич, Иван Михайлович
Иван Михайлович Богушевич (1906—1962) — полковник Советской Армии, участник боёв на Халхин-Голе и Великой Отечественной войны, Герой Советского Союза (1943).

## Биография
Иван Богушевич родился 25 октября 1906 года в Минске в рабочей семье. Получил неполное среднее образование, после чего работал сварщиком на Магнитострое, а затем учителем в сельской школе. В 1935 году был призван на службу в Рабоче-крестьянскую Красную Армию. В 1936 году Богушевич окончил артиллерийские курсы усовершенствования комсостава. Принимал участие в боях на Халхин-Голе. В 1942 году вступил в ВКП(б). С июля 1942 года — на фронтах Великой Отечественной войны. Участвовал в Сталинградской и Курской битвах, освобождал Румынию, Чехословакию, Венгрию, Австрию. К сентябрю 1943 года гвардии подполковник Иван Богушевич командовал 161-м отдельным гвардейским пушечным артиллерийским полком 7-й гвардейской армии Степного фронта. Отличился во время битвы за Днепр.
В ночь с 29 на 30 сентября 1943 года Богушевич переправил на западный берег Днепра один из своих дивизионов в районе села Бородаевка Верхнеднепровского района Днепропетровской области. Умело управляя полковым огнём, Богушевич обеспечил успех стрелковых подразделений в боях за расширение плацдарма.
Указом Президиума Верховного Совета СССР от 26 октября 1943 года за «образцовое выполнение боевых заданий командования на фронте борьбы с немецко-фашистскими захватчиками и проявленные при этом мужество и героизм» гвардии подполковник Иван Богушевич был удостоен высокого звания Героя Советского Союза с вручением ордена Ленина и медали «Золотая Звезда» за номером 1340.
После окончания войны Богушевич продолжил службу в Советской Армии. В 1947 году он окончил Высшие академические артиллерийские курсы, в 1952 году — Высшую офицерскую артиллерийскую школу. В 1956 году в звании полковника был уволен в запас. Проживал в Москве, умер 14 августа 1962 года, похоронен на Востряковском кладбище.

Могила И. М. Богушевича на Востряковском кладбище

## Награды и звания
Герой Советского Союза (1943)
Был также награждён тремя орденами Красного Знамени, орденами Кутузова 2-й степени, Александра Невского, Красной Звезды, а также рядом медалей. 
Почётный гражданин Братиславы.